# Сантали (језик)
Сантали је најзначајнији језик из групе мунда језика, из фамилије аустроазијских језика. Већина од око 6 милиона говорника живи у источној и североисточној Индији, око 160.000 говорника у Бангладешу, и око 40.000 у Непалу. 
Сантали језик има сопствени алфабет „ол чики“, кога је 1925. израдио педагог Пандит Рагунат Мурму. Овим језиком се служи народ Сантали. Нажалост, проценат писмености овог народа је 10%-30%. 